# Nemeris percna
Nemeris percna là một loài bướm đêm trong họ Geometridae.